# 제50(노섬브리안)보병사단
제50(노섬브리안)보병사단(50th (Northumbrian) Infantry Division)은 제2차 세계 대전 당시 영국 육군에서 복무한 보병사단이다. 전쟁 이전에는 국가의용군의 일부로써 옛 노섬브리아 왕국의 경계인 트위드강과 트렌트강의 앞글자를 따서 만든 2개의 T가 그들의 표식이 되었다. 이들은 2차 대전에서 특출난 활약을 보여주었다. 사단은 서부 전선의 주요 전투에 1940년부터 1944년까지 참전했으며, 1941년 중반부터 1943년까지는 지중해 전구 및 북아프리카 전역에서 훌륭한 업적을 거두었다. 노르망디 상륙 때에는 1944년 6월 6일 골드 해변에 상륙한 제3사단과 함께 이 작전에 참여한 2개의 영국군 사단 중 하나였다. 전쟁 기간 동안 제50노섬브리아 보병사단에서 4명의 사단원이 빅토리아 훈장을 받았고, 이는 2차 대전에 참전한 영국군 사단 중 가장 높은 수여 기록이다.

## 전쟁 이전 및 기계화
사단은 1920년 보병사단으로 개조되어 방위군의 일부가 되었다. 1930년대 후반, 사단의 몇몇 보대대가 대공연대로 전환되었다. 1938년에는 모든 왕립 "노섬브리아" 수발총여단이 사단 지원 부대로 바뀌었다. 1939년 9월 1일 사단은 기계화되었으며 10월 2일까지 본부가 설립되는 동안 제2사열의 제23노섬브리아보병사단도 이들과 공동 배치되었다. 1939년 10월 사단은 훈련을 위해 코츠워드에서 수용되었으며 1949년 1월 이들은 영국 해외원정군 참여를 위해 프랑스로 이동했다.

## 프랑스와 영국 해외원정군
셸부르에 1월 19일 도착한 이후, 이들은 영국 제3사단과 제4사단과 함께 영국 제2군단에 배속되었다. 제2군단은 앨런 브룩 경이 지휘하고 있었다. 3월이 되자 이들은 릴-루즈 지역의 방어를 준비하는 작업에 참여했다. 1940년 5월 10일 프랑스 공방전이 시작되었고, 영국군과 프랑스군은 다일 계획에 따라 벨기에의 다일 강으로 이동했다. 11일 제25보병여단을 비롯한 지원 부대가 사단이 벨기에 국경으로 이동하는 동안 합류했다. 5월 16일 이동 명령을 받은 사단은 브뤼셀 서쪽으로 이동하여 덴더 강에 위치를 잡았지만 결국 5월 19일 아라스 북쪽의 비미 돌출부로 이동했다. 독일 육군의 남쪽 선두가 페롱-캉브레 방위선을 돌파하여 칼레와 불로뉴쉬르메르를 위협하고 있다는 소식이 연합군에게 알려졌고, 이는 프랑스 주력 부대와 영국 해외 원정군의 통신이 단절되었음을 의미했다. 막심 베이강이 제시한 베이강 계획은 "프랑크 부대"를 포함한 영국 및 프랑스 연합군에게 벌어진 틈을 메우는 것으로 영국 제5보병사단 및 제50보병사단과 제1군 기갑여단이 남쪽을 공격하고, 프랑스 사단들은 캉브레 주위의 북쪽을 향해 공격을 개시하는 것이 주 내용이었다.

### 아라스

1940년 5월 21일 아라스 반격

사단 대신 2개의 대대급 사열이 공격을 개시했으며, 대부분의 기갑 부대 전차들은 쓸모가 없었다. 제5보병사단의 2개의 여단 중 한 여단은 제50보병사단의 제150여단과 함께아라스 동쪽의 스카페 강에서 전선을 고수하는 것에 파병되었고, 다른 한 부대는 아라스에 그대로 남아 있었다. 2개의 사열은 더럼보병사단 제151여단의 제6 및 제8대대로 구성되어 있었으며 제4왕립전차대대와 제7왕립전차대대가 이들을 지원했다. 이들은 총 합쳐서 74대의 전차 및 2,000명의 전력을 보유하고 있었다. 공격에서 1개의 전차연대와 1개의 보병대대가 2개의 사열을 맡았고, 공격은 5월 21일 개시되었다. 우측 전선은 곧바로 급습에 성공하여 뒤장과 바를루스를 점령하고 독일군 포로를 잡았지만 곧 독일 보병과 무장친위대, 융커스 Ju 87 및 전차의 반격을 받아 많은 사상자를 냈다. 좌측 전선은 댄빌과 뷰렝을 저명하고 목표였던 방코트 점령에 성공하였다. 이들은 에르빈 롬멜이 이끄는 제7기갑사단의 반격을 받았다.
프랑스 전차와 군대 수송대는 바를루스에 있는 영국군을 철수시키는 데 성공했고, 제9더럼경보병사단의 유니버셜 수송대도 뒤앙에 있는 옛 영국군 사수 지점에서 영국군을 탈출시키는데 성공했다. 다음 날 독일군은 재집결해 그들의 진격을 이어나갔다. 이 와중에도 프랑크 부대는 400명의 독일군을 포로로 잡았고, 수많은 전차를 파괴했으며 이 과정에서 독일군 400명의 사상자를 냈다. 공격은 매우 효율적으로 이루어져 제7기갑사단은 5개의 보병사단으로부터 공격을 받았다고 믿게 되었다. 독일군 기갑집단의 사령관들도 이 공격에 불안해하며 통신을 위한 보초 병사들을 후방에 남겨두었다.

### 됭케르크 철수
아라스에서의 승리에도 불구하고 이 지역은 독일군의 전선에서 고립되기 시작했고, 방어선도 매우 취약해졌다. 제5 및 제50보병사단의 4개 여단은 더욱 더 거센 독일군의 압박을 받아 5월 23일부터 24일까지 운하 지역에서 철수하라는 명령을 받았다. 운하 방어선에서의 싸움 이후 제5 및 제50사단은 5월 25일 독일군의 벨기에군 공격 이후 벨기에군과 영국군 사이의 위협적인 빈틈을 막기 위해 이프르를 향해 북쪽으로 올라갔다. 사단은 5월 27일 이프르에 도착했지만 이미 그들의 사수 위치는 포격으로 박살이 났고, 벨기에군은 그들로부터 북동쪽으로 밀려나서 이미 늦은 후였다. 빈틈은 제3사단이 다음날 메우게 된다. 5월 28일 벨기에군이 항복하였고, 이는 영국 해협 남쪽에 20마일 정도의 빈틈을 생기게 했다. 독일군은 빠르게 진격했다. 제50사단은 포페링그 동쪽에 방어선을 설립하라는 명령을 받았고, 제3사단은 리체른에 당도하라는 명령을 받았다. 이러한 방어선은 5월 29일 완성되어 됭케르크 장벽의 남쪽 부분을 형성하였다. 처음부터 독일군과의 교전이 있었기에 사단은 5월 30일 됭케르크 방어선의 동쪽으로 이동해야 했다. 사단은 5월 31일 제23사단의 잔병을 통해 병력을 강화했고, 이는 독일군이 사단의 위치에 지속적인 공격과 포격을 가했기에 필수적인 것이었다. 6월 1일 해변가로 철수한 이후 제151여단은 2개의 열로 사단급 공격을 개시하자고 주장했지만 이는 곧 필요가 없게 되었다. 그날 밤 사단에서 제150여단과 왕립포병대대 등이 해안을 톤래 철수했고, 제151여단을 비롯한 나머지 부대는 모래사장을 통해 철수했으며 사단장 브룩은 5월 30일 2,400명이 철수했다고 보고 있다.

## 지중해 전구
1940년 영국에서의 인원 보충 이후 사단은 6월 달에 제150여단과 사단 본부가 알라메인 근처에 설치해 놓은 튜피크 항으로 갔다. 나머지 사단은 니코시아의 공항과 시가지에 방어 시설을 건설해 놓은 키프로스로 파병되었다. 7월 달 재결합한 사단은 키프로스에서 계속 복무하닥 11월 제5인도보병사단의 압박을 덜어주기 위해 하이파에 상륙했다. 제150여단의 나머지 부대는 시리아 사막을 건너 이라크로 이동했는데, 이들은 그레이트 젭과 카지르 강에 방어 시설을 지었다. 12월에 이들은 시리아로 가서 오스트레일리아로 돌아가는 오스트레일리아 제6사단을 전투에서 도왔다. 1942년 2월 제69 및 제151여단은 이집트로 돌아왔다.

## 북아프리카
제150여단은 1941년 11월 서부 사막으로 돌아왔다. 비르 타라타 주변에서의 훈련 후, 이들은 리비아로 출동하여 8개의 대포와 아프리카 군단의 병사들을 포로로 잡았다. 비르 하케임과 직결된 위치로써, 사단은 지뢰와 부비트랩, 그리고 함정을 설치했다. 1942년 자유 프랑스와 임무를 교대한 이후 다시 재결합된 나머지 사단은 가잘라 선에서 약 40km에 이르는 지역을 제4인도사단으로부터 계승받았다. 이들은 영국 제8군의 일부인 영국 13군단에 배치되었다. 가잘라 선은 방어 요새들의 연속체로 지뢰와 와이어로 방어된 지역이었으며, 보병여단과 포병 및 공병, 야전구급대가 이들을 지원해주고 있었다. 이러한 요새들은 추축국의 진격을 저지하고 영국 제1사단과 제7기갑사단이 그들에게 반격을 가하기 위해 지어졌다. 북쪽에서 가장 가까운 부대는 남아프리카 연방 제1사단이었으며 이들의 남쪽에는 자유 프랑스군이 홀로 있었다.
초계가 시작되었고, 주요 목표는 독일 및 이탈리아의 작전을 방해하고 이에 대한 정보를 수집하는 것이었다. 이것은 보병과 대전차포의 두세 소대에서 사단의 대부분의 무기를 보유한 편제인 대대를 범위로 잡았다. 3월 말에 이루어진 풀사이즈 작전의 경우 151여단의 니콜스 여단장이 지휘를 했으며, 이 부대는 3개의 사열로 구성되어 있었다. 이 작전은 가잘라에서 약 50km 진격한 작전으로 이는 몰타 수송선에 대한 공습을 방해하기 위해 독일 공군을 기습하려는 목적에서 시행되었다. 4월 말 제150여단은 제22수비여단을 포위에서 풀어주기 위해 남쪽으로 이동했으며, 제69여단은 북쪽으로 이동하였다.

### 가잘라 전투

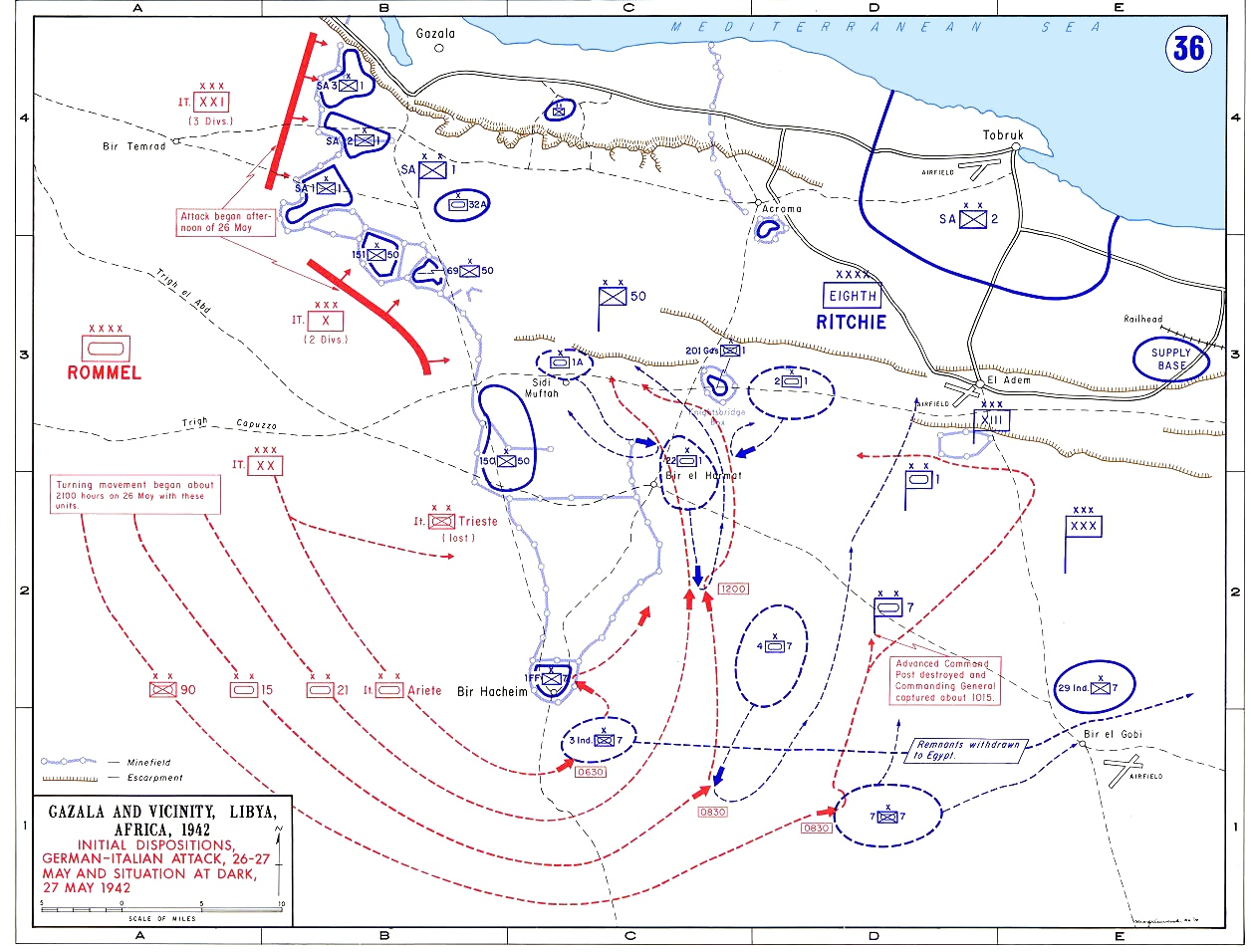
1942년 토브룩 전투 이전의 가잘라 전투

5월 중순 영국군은 롬멜이 공격을 준비하고 있다는 사실을 알게 되었다. 5월 26일 그는 가잘라 선에 사단급 공격을 개시했고, 다음 날 비르 하케임에 있는 가잘라 선 좌측에 전격전을 개시했다. 북쪽에서는 남아프리카 및 제50사단에 맞서 이탈리아군의 공격이 증가되고 있었다. 격렬한 전투는 칼드론이 알려진 지역에서 제150여단이 뒤처지는 결과가 되었다. 이는 4개의 독일 및 이탈리아 기갑사단과 싸웠기 때문이고, 영국군의 편제를 단편적으로 구성했기 때문이다. 이틀 후 자유 프랑스군이 비르 하케임을 사수하고, 롬멜의 공급 상황이 절망적으로 바뀌면서 사막 공군에 의해 파괴되는 전차의 수가 증가했다. 몇몇 지원 물자만이 제150여단의 북쪽과 남쪽 요새에 있는 지뢰밭이 없는 지역을 통해 전달되었지만 5월 31일부터 상황이 다시 악화되어 프리츠 바예를레인과 같은 장군들이 항복을 고려했을 정도였다. 롬멜은 그의 주의를 제150여단의 요새로 돌려 그의 통신 및 보급선을 줄이려고 했다. 공격은 5월 29일 측면에서부터 시작되었고, 제15기갑사단과 트리에스테 기계화사단, 그리고 제90경보병사단이 이 작전에 참여했다. 요새는 점차 강력한 공격에 무너졌고, 6월 1일 모든 3개의 보병대대 및 지원 부대가 포로로 잡히면서 전투는 끝이 났다. 이 전투 동안 사단의 다른 여단은 그들 앞에 엄청난 물자가 있음을 알고, 이러한 공급품을 파괴하고 가로채는 초계 임무가 증가되었다. 특별하게 상으로 받은 것에는 데르나에 있는 우물에서 온 신선한 물이었으며, 다른 종류의 무기나 저장고도 포로만큼 많이 잡게 되었다.}} 이러한 약탈 행위는 6월 10일 자유 프랑스군의 철수 및 6월 13일 남아있던 영국군이 패배하면서 중단되었다. 6월 14일 그들은 철수 명령을 받았다.

#### 돌파
이집트로 이어지는 해안 도로는 1개의 사단만이 방어할 수 있었으며 엘 아뎀 요새와 남아있는 영국 기갑군 잔병들에 의해서만 출입이 가능했다. 이러한 임무는 남아프리카 연방군에게도 할당되었다. 제50사단은 동쪽에서 싸우는 대안으로 좌측을 선택하여 독일 기갑 사단의 편제를 통과하거나 이탈리아 기갑사단 주위로 긴 방어선을 형성하는 것을 목표로 했다. 그들 모두를 파괴하는 것은 거의 불가능했는데, 그 이유는 사단은 혼성 부대로 이루어져 있었기 때문이다. 제5이스트요크셔와 제9더럼경보병부대가 형성한 교두보를 담당하여 이탈리아 전선으로 진입하는 것이 그들의 임무였다. 혼란과 혼돈 속에서 혼성 부대는 독일군이 장악한 동쪽보다 남쪽으로 이동하여 이집트 국경인 마델레나 요새로 이동했다.교두보에 있었던 적은 독일군 포병이 지원하는 이탈리아 군이었다. 그들은 기습으로 매우 놀란 것 같았다. 그들이 전 사단이 그들의 전선을 곧바로 통과하는 것을 깨달았는데 밤이 되기 전이었다. 몇몇 차량은 지뢰로 파괴되고, 다른 차량들은 불에 탔지만, 우리의 모든 사단은 적은 사상자를 냈고, 공격대대도 그들의 임무를 성공적으로 마쳤다. 보병은 마차에 탔고, 이탈리아군은 참호에 그들의 무기와 장비를 남겨둔 채 도망갔다. 더럼경보병여단의 제9대대와 제6대대의 소규모 부대는 제69여단 요새 뒤에서 주둔한 이후 해안도로를 따라 후퇴하면서 이탈리아 군인들이 돌파를 알리는 것을 보았다. 독일군 포병 및 보병과 남아프리카 공화국 보호부대의 실수로 공격을 받기는 했으나 혼성 부대는 독일군을 돌파하며 포로까지 잡았다. 6월 17일에서 18일까지 이들은 비르 엘 타라타에서 재집결했다.

### 메르사 마트루스
6월 21일 토브룩 항복 이후 메르사 마트루스 남쪽에 가잘라에 만든 것과 유사한 여단 요새처럼 방어선이 형성되었다. 제10인도보병사단이 마을 남쪽에 주둔하고 있었으며, 제50보병사단은 제5인도보병사단의 여단과 함께 남쪽에 있었다. 독일군은 6월 27일 공격을 감행해 북쪽과 남쪽을 우회했다. 제151여단은 해안도로를 따라 주둔하고 있었으며, 공격은 여단을 향해 진행되어 좌측의 제9더럼경보병여단이 심각한 피해를 입었다. 공격 동안 아담 웨이큰쇼 일병이 대전차포를 쏘는 동안 빅토리아 훈장을 받을 예정이었지만 대부분의 대대는 수에 밀렸다. 그러나 독일군 또한 사상자 및 피해가 심각하여 더 진격을 할 수 없었다. 그 날 밤 더럼경보병여단의 제6 및 제8대대와 제5인도사단의 부대가 기습을 감행해 독일군과 이탈리아군의 통신을 두절시키는데 성공했지만 혼성부대라는 점으로 인한 혼란은 성공을 무의미하게 했다. 같은 날 밤 제5이스트요크셔여단은 독일군과 격전을 벌이고 있었다. 6월 28일 사단은 거의 포위되었고, 돌파하라는 지시를 받았다. 그러나 가잘라 돌파전과는 달리 혼성 대대는 독일 기갑차량과 싸워야 했고, 제8댜댜눈 와디에서 매복당해 D 중대를 잃어야 했다. 또한 중요한 목적지 표식도 적에게 넘어갔기 때문에 이것을 모르고 있던 몇몇 대원들도 길을 잃었다. 가잘라 전투 시작 이후 대부분의 장비를 잃었던 제50사단에게 남은 것은 거의 없었다. 사단은 알렉산드리아 남서쪽에 있는 마레로폴리스로 이동했다. 남아있는 보병대대의 평균 병력은 300명으로 절반에 미치지 못하는 수였다. 사단의 포도 오직 30문만 남아 있었으며, 다른 무기류도 큰 손실을 입었다. 7월 중순 사단은 각 대대마다 500명 가량의 인원을 보충했고, 훈련이 재개되었다. 보충 전 사단은 9,000명의 사상자가 발생했었다.

### 미티에리야 돌출부
7월 말 사단은 미티에리야 돌출부에 대한 공격을 위해 병력을 제공했으며 이는 제69여단, 제5이스트요크셔여단, 그리고 제6그린호워드를 휘하에 두고 있었다. 이 부대는 더럼경보병사단의 대대에서 온 3개의 중대를 보유하고 있었으며 각각은 제151여단의 대대로 배속되었다. 이 계획은 여단이 지뢰밭 사이를 통과하도록 요구했으며 7월 21일부터 22일 밤 제2기갑여단이 통과할 수 있도록 지뢰 제거도 요청했다. 제5이스트요크셔와 더럼경보병사단의 대대는 목표를 달성했으며 독일군은 영국군이 전선을 통과하는 것을 지켜볼 수 밖에 없었다. 포위당한 채 박격포와 함선의 포격을 받은 이후, 지원 기갑차량도 진격할 수 없게 되자, 그들은 압도당할 수 밖에 없었고, 소규모 부대만 탈출할 수 있었다.

### 인용
1. ↑  Niehorster, Dr. Leo. “Motor Divisions, British Army, 03-09-39”. 《World War II Armed Forces, Orders of Battle and Organisation》. 2015년 12월 7일에 확인함.

### 내용주
1. ↑  제5왕립 노섬브리아 수발총연대는 제53탐조연대가 되었다.[2] 제5더럼보병사단은 제1대대와 제2대대로 나뉘어 제55탐조연대와 제54탐조연대가 되었으며 제7더럼보병사단은 제47탐조연대가 되었다.[3]
2. ↑   제13, 제17, 제150, 제151여단이다. 제25여단은 제50여단에서 나와 베쉬네와 라브라스 사이의 운하 지역을 방어하기 위해 "폴란드 부대"가 있는 지역으로 재배치되었다.[13]